# Tereza Vilišová
Tereza Vilišová (* 30. ledna 1981 Ostrava) je česká divadelní a televizní herečka.
V roce 2004 vstoupila do angažmá v ostravském Divadle Petra Bezruče. Za roli Amy v divadelní hře Můj romantický příběh získala Cenu Thálie a Cenu Alfréda Radoka.
Od roku 2015 je členkou činoherního souboru Národního divadla.

## Divadelní role (výběr)
- 2006 Petr Kolečko: Britney goes to heaven, Britney Spears, Divadlo Petra Bezruče, režie Daniel Špinar
- 2007 Alexandr Sergejevič Puškin: Evžen Oněgin, Taťána, Divadlo Petra Bezruče, režie Jan Mikulášek
- 2009 Jan Balabán, Ivan Motýl: Bezruč?!, Maryčka Magdonová, Divadlo Petra Bezruče, režie Martin Františák
- 2009 George Orwell, Jan Mikulášek: 1984, Smithová & cvičitelka & Goldstein 5 (alternace Sarah Haváčová), Divadlo Petra Bezruče, režie Jan Mikulášek
- 2011 William Shakespeare: Romeo a Julie, Kapuletová, Divadlo Petra Bezruče, režie Anna Petrželková
- 2012 Boris Vian: Pěna dní, Chloé, Divadlo Petra Bezruče, režie Anna Petrželková
- 2012 Emily Brontëová: Na větrné hůrce, Isabela Lintonová, Divadlo Petra Bezruče, režie Anna Petrželková
- 2013 Daniel C. Jackson: Můj romantický příběh, Amy, Divadlo Petra Bezruče, režie Daniel Špinar
- 2013 Lev Nikolajevič Tolstoj: Anna Karenina, Anna Karenina, Divadlo Na zábradlí, režie Daniel Špinar
- 2015 Anja Hillingová: Spolu/Sami, Naďa, Národní divadlo - Nová scéna, režie Daniel Špinar
- 2016 Caryl Churchillová: Láska a informace, Národní divadlo - Nová scéna, režie Petra Tejnorová
- 2016 Ladislav Fuks: Spalovač mrtvol, Lakmé (alternace Pavla Beretová), Stavovské divadlo, režie Jan Mikulášek
- 2017 Federico García Lorca: Krvavá svatba, Leonardova žena, Stavovské divadlo, režie SKUTR

## Filmografie
| Rok  | Název                     | Role               | Poznámky                                       |
| ---- | ------------------------- | ------------------ | ---------------------------------------------- |
| 2002 | Láska shora               | vypravěčka         |                                                |
| 2007 | Hypermarket               | Jana               | televizní film                                 |
| 2008 | Kriminálka Anděl          |                    | televizní seriál                               |
| 2012 | Ženy, které nenávidí muže | sestra Barušové    | televizní film                                 |
| 2015 | Doktor Martin             | paní Krásová       | televizní seriál                               |
| 2015 | Mamon                     |                    | televizní seriál                               |
| 2015 | Čítanka                   | moderátorka        | televizní pořad pro děti                       |
| 2017 | Četníci z Luhačovic       | Milena Steinová    | televizní seriál                               |
| 2017 | Život a doba soudce A. K. | Pátková            | televizní seriál, epizoda: „Guru“              |
| 2017 | Dáma a Král               | Julie Tichotová    | televizní seriál, epizoda: „Smrtelné vyhlídky“ |
| 2018 | Lynč                      | Líba Joklová       | televizní seriál                               |
| 2019 | Lajna                     | manažerka Karolína | internetový seriál                             |